# پروت چموتای
پروت چموتای (انگلیسی: Peruth Chemutai؛ زادهٔ ۱۰ ژوئیهٔ ۱۹۹۹) دونده زن اهل اوگاندا است.